# Challenger Salinas 1999
Il Challenger Salinas 1999 è stato un torneo di tennis facente parte della categoria ATP Challenger Series nell'ambito dell'ATP Challenger Series 1999. Il torneo si è giocato a Salinas in Ecuador dall'8 al 14 marzo 1999 su campi in cemento.

## Vincitori

### Singolare
Juan Ignacio Chela ha battuto in finale  Hernán Gumy con il punteggio di 6–4, 7–6

### Doppio
Mariano Hood /  Sebastián Prieto hanno battuto in finale  Lucas Arnold Ker /  Daniel Orsanic con il punteggio di 6–2, 7–6